# Pływanie na Letnich Igrzyskach Olimpijskich 2020 – 4 × 200 m stylem dowolnym mężczyzn
4 × 200 m stylem dowolnym mężczyzn – jedna z konkurencji pływackich, które odbyły się podczas XXXII Igrzysk Olimpijskich w Tokio. Eliminacje miały miejsce 27 lipca, a finał konkurencji 28 lipca 2021 roku.

## Terminarz
Wszystkie godziny podane są w czasie japońskim (UTC+09:00) oraz polskim (CEST).
| Data          | Godzina rozpoczęcia | Godzina rozpoczęcia |            |
| Data          | UTC+09:00           | CEST                |            |
| ------------- | ------------------- | ------------------- | ---------- |
| 27 lipca 2021 | 20:17               | 13:17               | Eliminacje |
| 28 lipca 2021 | 12:26               | 5:26                | Finał      |

## Rekordy
Przed zawodami rekord świata i rekord olimpijski wyglądały następująco:
| Rekord            | Reprezentacja | Czas    | Miejsce | Data             |       |
| ----------------- | --- | ------- | ------- | ---------------- | ----- |
| Rekord świata     | Stany Zjednoczone · Michael Phelps (1:44,49) · Ricky Berens (1:44,13) · David Walters (1:45,47) · Ryan Lochte (1:44,46)    | 6:58,55 | Rzym    | 31 lipca 2009    | [ 2 ] |
| Rekord olimpijski | Stany Zjednoczone · Michael Phelps (1:43,31) · Ryan Lochte (1:44,28) · Ricky Berens (1:46,29) · Peter Vanderkaay (1:44,68) | 6:58,56 | Pekin   | 13 sierpnia 2008 | [ 3 ] |

## Wyniki

### Eliminacje
| Miejsce | Wyścig | Tor | Państwo           | Zawodnicy | Czas    | Uwagi |
| ------- | ------ | --- | ----------------- | --- | ------- | ----- |
| 1.      | 2      | 3   | Wielka Brytania   | Matthew Richards (1:46,35) James Guy (1:44,66) Calum Jarvis (1:45,53) Thomas Dean (1:46,71)                    | 7:03,25 | Q     |
| 2.      | 2      | 4   | Australia         | Alexander Graham (1:45,72) Mack Horton (1:47,51) Elijah Winnington (1:46,19) Zac Incerti (1:45,58)             | 7:05,00 | Q     |
| 3.      | 1      | 5   | Włochy            | Stefano Di Cola (1:47,00) Matteo Ciampi (1:45,64) Marco De Tullio (1:46,78) Filippo Megli (1:45,63)            | 7:05,05 | Q     |
| 4.      | 1      | 4   | ROC               | Michaił Dowgaljuk (1:46,56) Aleksandr Krasnych (1:46,78) Iwan Giriew (1:45,71) Michaił Wiekowiszczew (1:46,11) | 7:05,16 | Q     |
| 5.      | 2      | 5   | Stany Zjednoczone | Drew Kibler (1:46,12) Andrew Seliskar (1:46,17) Patrick Callan (1:47,12) Blake Pieroni (1:46,21)               | 7:05,62 | Q     |
| 6.      | 1      | 7   | Szwajcaria        | Antonio Djakovic (1:46,41) Nils Liess (1:47,23) Noè Ponti (1:47,11) Roman Mityukov (1:45,84)                   | 7:06,59 | Q,    |
| 7.      | 2      | 2   | Niemcy            | Lukas Märtens (1:47,27) Poul Zellmann (1:45,80) Henning Mühlleitner (1:48,11) Jacob Heidtmann (1:45,58)        | 7:06,76 | Q     |
| 8.      | 2      | 6   | Brazylia          | Luiz Altamir Melo (1:48,01) Fernando Scheffer (1:46,09) Murilo Sartori (1:46,76) Breno Correia (1:46,87)       | 7:07,73 | Q     |
| 9.      | 1      | 3   | Chiny             | Ji Xinjie (1:47,14) Hong Jinquan (1:48,17) Zhang Ziyang (1:46,89) Wang Shun (1:46,07)                          | 7:08,27 |       |
| 10.     | 1      | 1   | Izrael            | Denis Loktev (1:46,64) Daniel Namir (1:47,41) Tomer Frankel (1:48,19) Gal Cohen Groumi (1:46,41)               | 7:08,65 | NR    |
| 11.     | 1      | 6   | Francja           | Jordan Pothain (1:47,30) Hadrien Salvan (1:48,09) Enzo Tesic (1:46,84) Jonathan Atsu (1:46,65)                 | 7:08,88 |       |
| 12.     | 2      | 7   | Japonia           | Konosuke Yanagimoto (1:48,50) Katsuhiro Matsumoto (1:45,35) Kosuke Hagino (1:47,90) Kotaro Takahashi (1:47,78) | 7:09,53 |       |
| 13.     | 2      | 1   | Korea Południowa  | Lee Yoo-yeon (1:49,55) Hwang Sun-woo (1:48,88) Kim Woo-min (1:49,24) Lee Ho-joon (1:47,36)                     | 7:15,03 |       |
| 14.     | 2      | 8   | Irlandia          | Jack McMillan (1:46,66) Finn McGeever (1:48,46) Brendan Hyland (1:51,28) Shane Ryan (1:49,08)                  | 7:15,48 | NR    |
| 15.     | 1      | 8   | Polska            | Kacper Majchrzak (1:49,32) Jakub Kraska (1:47,94) Kamil Sieradzki (1:50,44) Radosław Kawęcki (1:51,21)         | 7:18,91 |       |
| 16. !   | 1      | 2   | Węgry             | Balázs Holló (1:47,41) Gábor Zombori (1:47,27) Dominik Kozma Richárd Márton                                    | 7:07,67 | DSQ   |

### Finał
| Miejsce | Tor | Państwo           | Zawodnicy                                                                                                | Czas    | Uwagi |
| ------- | --- | ----------------- | --- | ------- | ----- |
| 1 !     | 4   | Wielka Brytania   | Thomas Dean (1:45,72) James Guy (1:44,40) Matthew Richards (1:45,01) Duncan Scott (1:43,45)              | 6:58,58 | ER    |
| 2 !     | 6   | ROC               | Martin Malutin (1:45,69) Iwan Giriew (1:45,63) Jewgienij Ryłow (1:45,26) Michaił Dowgaljuk (1:45,23)     | 7:01,81 |       |
| 3 !     | 5   | Australia         | Alexander Graham (1:46,00) Kyle Chalmers (1:45,35) Zac Incerti (1:45,75) Thomas Neill (1:44,74)          | 7:01,84 |       |
| 4.      | 2   | Stany Zjednoczone | Kieran Smith (1:44,74) Drew Kibler (1:45,51) Zach Apple (1:47,31) Townley Haas (1:44,87)                 | 7:02,43 |       |
| 5.      | 3   | Włochy            | Stefano Ballo (1:45,77) Matteo Ciampi (1:45,88) Filippo Megli (1:45,33) Stefano Di Cola (1:46,26)        | 7:03,24 |       |
| 6.      | 7   | Szwajcaria        | Antonio Djakovic (1:45,77) · Nils Liess (1:47,74) · Noè Ponti (1:46,93) · Roman Mityukov (1:45,68)       | 7:06,12 | NR    |
| 7.      | 1   | Niemcy            | Lukas Märtens (1:46,68) Poul Zellmann (1:46,30) Henning Mühlleitner (1:48,04) Jacob Heidtmann (1:45,49)  | 7:06,51 |       |
| 8.      | 8   | Brazylia          | Fernando Scheffer (1:45,93) Murilo Sartori (1:46,09) Breno Correia (1:48,11) Luiz Altamir Melo (1:48,09) | 7:08,22 |       |